# Гюрнгейм, Ганс Вальтер фон
Ганс Вальтер фон Гюрнгейм (нем. Hans Walther von Hürnheim, 1500, Кирххайм-ин-Швабен — 15 сентября 1557, Неаполь) — немецкий предводитель ландскнехтов, государственный деятель Священной Римской империи и герцогства Бавария. Представитель швабской дворянской семьи Гюрнгеймов.

## Биография

Личный герб, ставший гербом Кирххайм-ин-Швабен.

Родился около 1500 г. в семье Вальтера фон Хюрнхайма и Доротеи фон Вельден.
Начал военную карьеру в качестве капитана четырёх рот (fähnlein или маленьких знамён) Тевтонского ордена в войнах с турками в 1530-х гг. под командованием Конрада фон Бойнебурга:
В 1537 г. стал полковником, со своими ландскнехтами воевал в Нидерландах и Франции.
В 1544 г. командир полка ландскнехтов в Меце. В ходе Шпейерского рейхстага 1544 г. получил от императора Карла V герб. В 1544—1546 гг. вёл дипломатические переговоры с курфюрстами Гессена, Саксонии и герцогом Вюртембергским.
В 1546 г. осаждал Нёдлинген вместе с полком немецких ландскнехтов, испанскими стрелками и 300 голландскими кавалеристами. В 1547 г. участвовал в битве при Мюльберге на стороне Карла V в качестве полковника ландскнехтов с одиннадцатью подчинёнными прапорщиками
В 1552 году участвовал в предварительных переговоры в Линце в ходе второй Шмалькальденской войны, защищал крепость Эренбергер Клаузе. Проводил переговоры с протестантскими курфюрстами в Аугсбурге и Линце.
В 1555 г. с южногерманскими ланскнехтами был в Нидерландах. Через 2 года с отрядом в 6 тыс. немецких наемников воевал в Лацио против Папской области и Франции.
Был сеньором Кирххайма, Эпписхаузена, Хохальтингена, Хюттлингена и Штеттенфельса. Был советником и пфлегером в Айхахе в герцогстве Бавария, королевским и имперским советником, полковником ландскнехтов, главным лесничим маркграфства Бургау и имперским камергером и стюардом. В качестве особой награды от он был произведен в рыцари золотой шпоры около 1535 г.
Умер от болезни 15 сентября 1557 года в Дженццано близ Рима. Его надгробный памятник находится в Сан-Джакомо-дельи-Саньоли в Неаполе.

## Семья
Был женат на Марте Госл, в брак детей не было. Марта с 1525 по 1531 г. была горничной баварской герцогини Марии Якобы, с 1532 г. — фрейлина королевы Венгрии Марии.